# Woody Herman
Woody Herman, de nacimiento Woodrow Charles Herman (Milwaukee, Wisconsin, 16 de mayo de 1913-Los Ángeles, California, 29 de octubre de 1987) fue un músico estadounidense de jazz, clarinetista, saxofonista alto y soprano, cantante y director de big bands.

## Historial

### Primera época
A los quince años, Woody Herman comienza a trabajar con la banda de Myron Stewart y, poco después, con la de Joe Lichter, con quien realiza su primera gira por Texas , en 1928. A lo largo de los cinco años siguientes, Herman tocará con Tom Gerum desde 1929 hasta 1933, con Harry Sosnick en 1933, con Gus Arnheim, con Joe Moss y, en 1934, con Isham Jones. 
En 1936, la banda de Jones se convierte en una cooperativa de cinco músicos conocida como The Band That Plays the Blues, de la que Herman asumió el papel de director. La banda tuvo su primer gran éxito, dentro de una línea ascendente, en 1939, con el riff melodioso de Woodchopper's Ball, composición del multiinstrumentista Joe Bishop (1907 - 1976) y de Herman. 
A partir de ese momento, dentro de una dinámica de abundantes cambios de personal, los Herds de Woody Herman (como solía llamar a sus sucesivas Big Bands) gozaron de una notable popularidad.

### First Herd
Entre 1940 y 1946, Woody Herman mantiene la primera de las versiones de sus Herds, en la que militaron músicos como el trompetista Sonny Berman (1925 - 1947), el tenorista y clarinetista Flip Phillips (1915 - 2001), Pete Candoli, Ralph Burns, Chubby Jackson, Shorty Rogers... Es en esta época, concretamente en 1945, cuando Stravinsky escribe especialmente para la banda de Herman su Concierto de ébano (Ebony Concerto), obra que se estrenó en marzo de 1946 en el Carnegie Hall de Nueva York. Sólo unos meses más tarde, Herman disolvería la banda.
Dentro de la era del swing, la banda de Herman era característica por su sonido novedoso, respetuoso con la tradición del swing, pero receptivo con las innovaciones del bebop. Esta especial manera de entender el papel de una big band fue decisivo en el desarrollo del jazz de la Costa Oeste.
Paralelamente, Herman mantuvo un pequeño grupo, extraído de su Herd, autodenominado The Woodchoppers, que desarrolló de forma aún más clara sus conceptos precursores del bop, con arreglos de Shorty Rogers y del vibrafonista Red Norvo.

### Second Herd
La segunda edición de los Herds inicia su andadura en 1947. Será, con diferencia, el más popular de sus combos, con la inclusión en la sección de saxofones de los Four Brothers, nombre adoptado de un tema del saxofonista Jimmy Giuffre.
Inicialmente, los Four Brothers fueron Stan Getz, Zoot Sims, Herbie Steward (1926 - 2003) y Serge Chaloff. Más tarde, Al Cohn sustituiría a Steward. La principal innovación técnica que ofrecía esta sección de saxos era contar con tres tenores (todos ellos de una sonoridad similar, claramente influenciada por Lester Young) y un barítono, con un alto añadido, lo que era bastante inusual en la época. El planteamiento de origen, con cuatro tenores, ya había sido ensayado por Herman en su First Herd, a comienzos de 1946, con una sección formada por Al Cohn, Joe Magro, Stan Getz y Louis Ott. Su arreglista de entonces, el multitinstrumentista Gene Roland (1921 - 1982), volvió a ensayar esta sonoridad en la Costa Oeste, el verano siguiente, con Getz, Giuffre, Steward y Sims. El concepto se mantuvo en los arreglos de las sucesivas bandas de Herman, de forma que la propia banda fue conocida durante un tiempo como The Four Brothers Band.
Las dificultades económicas que se vivieron en 1949 le obligaron a disolver la orquesta y en su lugar mantener, solamente, un pequeño combo.

### Third Herd
En 1950, vuelve a reunir a sus Herds, con los que realiza una gira por Europa (1954). Ralph Burns escribió un book (es decir, un gran número de arreglos) para ellos basado en el peculiar sonido Four Brothers, en cierta forma más auténtico que el de la versión original, puesto que en el Second Herd siempre hubo un saxo alto adicional, y en la nueva versión sólo permanecieron tenores y barítono. Ya no estaban los originales, pero siempre contó Herman con magníficos tenoristas: Gene Ammons, Jimmy Giuffre, Richie Kamuca, Bill Perkins (1924 - 2003), etc. La banda se mantiene hasta 1959, aunque pasará más inadvertida que las anteriores ediciones sin que ello suponga una merma en los valores de su música.

### Thundering Herds
A partir de 1960, Herman cambia sus esquemas de funcionamiento como manera de ajustarse a las exigencias económicas de la época, y sus nuevas bandas van a estar formadas, básicamente, por jóvenes músicos procedentes de las orquestas universitarias. Se trata de verdaderas bandas-escuela, conocidas como Thundering Herds, que además trabajaban arreglos de temas de músicos innovadores como Chick Corea y John Coltrane, e incluso de grupos de rock como The Doors.
De estas bandas surgieron instrumentistas muy interesantes, como los trompetistas Bill Chase (que, más tarde, fundaría el grupo de jazz-rock Chase) y Forrest Buchtel, el tenorista Lou Marini, el saxo barítono Joe Temperley (n. 1929), los trombonistas Bill Walrous y Tom Malone, etc. Especialmente es necesario hacer hincapié en su arreglista durante esos años: Alan Broadbent (n. 1947), neozelandés que había estudiado con Lennie Tristano.
A finales de los años 70, Herman acabó arruinado, en parte por las dificultades que el mercado imponía a las grandes orquestas y en parte por la falta de escrúpulos de su representante de entonces.

## Herman, el instrumentista
Siendo principalmente músico de orquesta, pues la orquesta era su verdadera pasión, fue también un fino instrumentista, buen saxofonista alto discípulo de Johnny Hodges, si bien Herman se centró preferentemente en el clarinete, instrumento que no le gustaba especialmente y del que, como solista, se juzgaba mediocre aunque no fuese tal. Ejerció también como cantante, con un estilo lleno de humor.

## Discografía seleccionada
- Herman's head and Puente's beat (con Tito Puente) (Evidence / EDC 22008-2)
- Early autumn (Discovery / DSCD 944)
- Blowin' up a storm  (Charly / CDCHARLY 100)
- 40Th anniversary concert  (Bluebird / ND86878}
- Fiftieth Anniversary Tour [LIVE] Woody Herman & His Orchestra (Concord Records)